# Robert Way Harty
Sir Robert Way Harty, 1. Baronet (* 27. Dezember 1779; † 1832) war ein irischer Politiker.
Robert Way Harty wurde 1779 als Sohn von Timothy Harty und Margaret Lockington geboren. Am 21. März 1807 heiratete er Elizabeth Davis. Aus der Ehe gingen mehrere Kinder hervor. Am 9. Februar 1822 wurde Harty zu einem Ratsherrn von Dublin gewählt. Als solcher bekleidete er von 1830 bis 1831 das Amt des Oberbürgermeisters der Stadt (Lord Mayor of Dublin). Mai 1831 wurde Harty zusammen mit Louis Perrin für den Wahlkreis Dublin City in das House of Commons gewählt. Ihre Wahl wurde jedoch angefochten und so schieden beide im August desselben Jahres wieder aus. Zu den Neuwahlen trat Harty nicht noch einmal an. Am 30. September 1831 wurde ihm der erbliche Adelstitel Baronet, of Prospect House in the County of Dublin, verliehen.
Hartys älteste Schwester Susannah († Januar 1803) heiratete im Januar 1790 den späteren Dubliner Ratsherrn und Oberbürgermeister Thomas McKenny.